# Economia política internacional
A Economia Política Internacional (EPI) é a área que estuda a inter-relação entre a política e a economia global. O foco principal da EPI está no poder que os diferentes atores internacionais - como os Estados-nação, as organizações internacionais e as corporações multinacionais - têm para moldar o sistema econômico internacional e as consequências distributivas da atividade econômica internacional. Uma das definições da EPI é de ser o estudo da “batalha política entre os ganhadores e perdedores das trocas econômicas globais”.
Um pressuposto central da teoria da EPI é que os fenômenos econômicos internacionais não existem de forma significativa se separados dos atores que os regulam e controlam. Ao lado das teorias econômicas formais nos campos das finanças, comércio e economia internacionais, as quais são amplamente utilizadas dentro da disciplina, a EPI também dá destaque ao estudo das instituições, políticas e relações de poder na compreensão da economia global.
As áreas temáticas fundamentais da EPI são geralmente divididas entre as quatro esferas de conteúdo mais abrangentes, sendo Comércio Internacional, O Sistema Monetário e Financeiro Internacional, Corporações Multinacionais, e Desenvolvimento Econômico e Desigualdade. Entre os principais atores estudados estão as Organizações Internacionais, as Corporações Multinacionais e os Estados Soberanos.
A Economia Política Internacional é uma importante subdisciplina do campo das Relações Internacionais, do qual emergiu nas décadas de 1960 e 1970, impulsionada pelo crescimento de instituições econômicas internacionais, tais como o Banco Mundial, o Fundo Monetário Internacional (FMI) e o Acordo Geral de Tarifas e Comércio (GATT), ao lado de turbulências econômicas, como a Queda do Padrão Ouro, a Crise do Petróleo de 1973 e a Recessão dos Anos 1970. A EPI é também um importante campo de estudo dentro da História, em especial da História Econômica, na qual os acadêmicos estudam as dinâmicas históricas da economia política internacional.

## História e Emergência
A Economia Política Internacional tem suas raízes históricas na disciplina de Economia Política, o estudo da economia nacional e suas interações com governança e política. A publicação de Adam Smith “A Riqueza das Nações” influenciou profundamente o desenvolvimento do campo da Economia Política.
À medida que a então recém fundada disciplina de Economia - que estuda os fenômenos econômicos, ausentes de considerações políticas e sociais - começou a divergir dos estudos da Economia Política no final do século 19, a Economia Política continuou sendo uma tradição acadêmica nos departamentos de Ciência Política, assim como no campo da Economia Moderna, como uma abordagem pluralista. Enquanto os notáveis trabalhos “Teoria Geral” de John Maynard Keynes e “Grande Transformação” de Karl Polanyi, publicados no início do século 20, continuam marcados na tradição da Economia Política, a Economia, em sua forma mais restrita, foi dominando os departamentos econômicos dos anos 1920 em diante.
A emergência da Economia Política Internacional pode ser identificada entre o final da década de 1960 e início da década de 1970, quando o aprofundamento da interdependência econômica, impulsionada pelo crescimento das instituições econômicas do pós-guerra, como o Fundo Monetário Internacional, o Banco Mundial e Acordo Geral de Tarifas e Comércio, atraiu uma atenção crescente nos estudos das Relações Internacionais para a temática dessas instituições e, de forma mais abrangente, para o estudo da governança da economia mundial. A necessidade para um entendimento mais abrangente da governança econômica global dentro dos círculos da Ciência Política se tornou cada vez mais aparente durante a Crise dos Anos 1970; com o final do Padrão Ouro, da Crise do Petróleo de 1973, a Recessão de 1973 a 1975 e os pedidos para aumento da proteção comercial. Os acadêmicos das Relações Internacionais, Robert Keohane, Joseph Nye e Robert Gilpin nos Estados Unidos, assim como Susan Strange no Reino Unido, foram figuras importantes na emergência da disciplina. Desde então, a EPI tem se tornado um pilar fundamental nos departamentos de Ciência Política, além de uma importante subdisciplina das Relações Internacionais, junto dos estudos tradicionais das RI, centrados na segurança material.

## Tópicos de Averiguação

### Finanças Internacionais
A área de Finanças Internacionais e Relações Monetárias é um dos principais campos de análise da Economia Política Internacional. Nos estudos da EPI, a inter-relação entre os interesses políticos e econômicos nas finanças internacionais supõe ser impossível de separar de forma significativa o sistema financeiro da política internacional. A EPI das Finanças Internacionais é caracterizada por efeitos de rede políticos e externalidades internacionais, tais como práticas de enfraquecimento econômico de outros países (Beggar-Thy-Neighbor) e contágios.
Um conceito-chave na literatura da EPI sobre as finanças internacionais é o da Trindade Impossível, derivada do Modelo Mundell-Fleming, que defende ser impossível a busca simultânea de todas as três seguintes políticas econômicas:
- Uma taxa de câmbio fixa
- Livre circulação de capitais; Ausência de controle de capitais
- Uma política monetária independente

Outro importante dilema da política monetária é o fato de que os governos precisam equilibrar as taxas de inflação (preço do dinheiro dentro do país) e as taxas de câmbio (preço do dinheiro fora do mercado nacional).
Não existe consenso na literatura econômica sobre qual seria a política de taxas de câmbio considerada ótima. Na realidade, os regimes cambiais nacionais refletem considerações políticas. As taxas de câmbio nacionais podem ser: 1. Fixadas, flutuantes, ou um híbrido das duas opções; e 2. Implicar uma moeda forte ou fraca. Diferentes grupos se beneficiam de forma desproporcional dependendo da política de taxas de câmbio que é escolhida.
Em geral, o ponto de vista liberal tem sido forte no meio acadêmico ocidental desde que foi articulado por Smith no século 18. Somente durante as décadas de 1940 até o início da década de 1970 que um sistema alternativo, o Keynesianismo, obteve amplo apoio nas universidades. Keynes preocupava-se sobretudo com a política macroeconômica doméstica. O consenso keynesiano foi desafiado por Friedrich Hayek e mais tarde por Milton Friedman e outros acadêmicos de Chicago já na década de 1950, e por volta dos anos de 1970, a influência de Keynes no discurso público e na formulação de políticas econômicas havia de certa forma enfraquecido.

Ilustração da Trindade Impossível, do campo de Finanças da EPI; inspirada no modelo Mundell-Fleming da Economia Internacional. A teoria postula que o Estado não pode ter mais do que duas das seguintes políticas em prática ao mesmo tempo: taxa de câmbio fixa, livre circulação de capital e uma política monetária nacional independente.

Após a Segunda Guerra Mundial, foi estabelecido o Sistema de Bretton Woods, refletindo a orientação política descrita como um liberalismo incorporado. Em 1971, o então Presidente dos EUA, Richard Nixon, colocou fim à conversibilidade do ouro que havia sido estabelecida pelo FMI no sistema de Bretton Woods; o que foi seguido por acordos provisórios. No entanto, até 2008 a tendência era de uma crescente liberalização do comércio e das finanças internacionais. Desde o final de 2008, os líderes mundiais têm cada vez mais pedido por um Novo Sistema de Bretton Woods.
Tópicos como o Fundo Monetário Internacional, Crises Financeiras (veja Crise Financeira de 2007-2008, Crise Financeira Asiática de 1997), Taxas de Câmbio, Investimento Direto Estrangeiro e Corporações Multinacionais recebem bastante atenção na EPI.

### Comércio Internacional
Existem inúmeras abordagens sobre o comércio dentro da EPI. Essas abordagens buscam explicar as negociações internacionais entre os Estados, assim como as políticas econômicas externas que eles adotam. Em relação às explicações domésticas para as políticas econômicas externas dos Estados, as duas abordagens dominantes são o Modelo Fatorial e o Modelo Setorial, ambos baseados na Teoria de Vantagens Comparativas de David Ricardo.
O Modelo Fatorial (também chamado de Modelo HOSS) foi desenvolvido com base no Modelo Heckscher-Ohlin e no Teorema Stolper-Samuelsson. De acordo com o Modelo de Heckscher-Ohlin, a vantagem comparativa dos países no comércio provém de suas dotações de fatores comerciais particulares (terra, trabalho, capital). Isso significa que um país abundante em terras irá exportar primariamente produtos de uso intensivo da terra (como a agricultura), enquanto um país abundante em capital irá exportar produtos intensivos em capital (como manufaturas de alta tecnologia) e um país abundante em mão de obra irá exportar produtos de intensiva mão de obra (como os têxteis). Com base nesse modelo, o Teorema Stolper-Samuelsson defende que grupos que possuem tais fatores irão apoiar ou se opor ao comércio dependendo da abundância ou escassez de seus próprios fatores. Ou seja, em um país que é abundante em terra e escasso em capital, os agricultores apoiarão o livre comércio, enquanto os produtores da indústria transformadora de capital intensivo irão se opor ao livre comércio. De acordo com o Modelo de Fatores, a mão de obra trabalhadora em países desenvolvidos irá se opor a liberalização do comércio (por ser relativamente escassa), enquanto a mão de obra trabalhadora em países em desenvolvimento apoiará o livre comércio (por ser relativamente abundante).
Com base nessas ideias, uma eminente pesquisa realizada por Ronald Rogowski argumentou que as dotações de fatores podiam prever se os países eram caracterizados por conflitos de classe (capital vs. trabalho) ou por conflitos urbano-rural. De forma similar, um relevante estudo de Helen Milner e Keiko Kubota argumenta que as dotações de fatores explicam porque países em desenvolvimento liberalizam seu comércio após sua democratização (o fator abundante, a mão de obra trabalhadora, apoia a liberalização). Um estudo de 2023, de Milner e Lindsay R. Dolan, identificou que as dotações de fatores ajudam a explicar preferências de comércio na África. A pesquisa tem fundamentado as suposições do teorema de Stolper-Samuelsson, demonstrando que a abertura do comércio tende a reduzir a desigualdade em países em desenvolvimento, mas aprofundá-la em economias mais avançadas.
O Modelo Setorial do comércio, chamado de Modelo Ricardo-Viner (nomeado em referência à David Ricardo e Jacob Viner), desafia a noção de que os fatores são a chave para entender as preferências comerciais. Os fatores podem ser altamente estáticos, o que significa que os detentores de capital e de mão de obra que trabalham em um setor específico podem ter interesses similares. Como consequência, as preferências comerciais podem ser melhor entendidas ao se examinar quais setores econômicos ganham ou perdem na liberalização do comércio. Enquanto o Modelo de Fatores pressupõe que os detentores de capital em diferentes setores têm preferências comerciais similares e de que a mão de obra trabalhadora de diferentes setores tem preferências comerciais similares, o Modelo Ricardo-Viner sustenta que em setores onde os fatores são estáticos, os detentores de trabalho e capital de um setor podem ter as mesmas preferências comerciais. Como resultado, o modelo Ricardo-Viner prevê que um conflito de classes em torno do comércio é mais provável quando os fatores são altamente dinâmicos, mas que os conflitos baseados na indústria são mais prováveis quando os fatores são estáticos.
Em suas pesquisas, Adam Dean desafiou os pressupostos econômicos de ambos os modelos, argumentando que os salários dos trabalhadores não correspondem de forma consistente ao aumento da produtividade em uma determinada indústria (contradizendo Ricardo-Viner); da mesma forma, os trabalhadores também não se beneficiam consistentemente das restrições de importação quando a mão de obra é o fator de dotação escasso (contradizendo Heckscher-Ohlin). A medida em que Ricardo-Viner e Heckscher-Ohlin estão corretos está condicionada ao fato dos trabalhadores terem instituições de participação nos lucros ou serem sindicalizados (o que os ajuda a negociar melhores salários com o aumento da produtividade). Ele também desafiou o estudo de Milner e Kubota sobre a liberalização do comércio em países em desenvolvimento, ao demonstrar que os países em fase de desenvolvimento democrático frequentemente reprimiam os sindicatos em meio a liberalização comercial.
Os estudos de Dani Rodrik e Anna Mayda, assim como os de Kenneth Scheve e Matthew J. Slaughter, encontraram fundamento para o Modelo de Fatores, ao demonstrar que há um apoio maior para a abertura do comércio em países em desenvolvimento (onde a mão de obra é abundante e portanto se beneficia da abertura comercial). Outros estudos realizados não encontraram evidências para dar suporte a nenhum desses modelos, e argumentam que os modelos têm valor explicativo limitado. Um estudo de 2022 no Journal of Politics descobriu que a vantagem comparativa pode prever comportamentos entre indivíduos e legisladores no livre comércio. De acordo com uma análise de 2017 realizada por Thomas Oatley, não há "conclusões fortes" nos estudos de EPI sobre quais desses modelos melhor caracterizam as origens das políticas comerciais individuais.
À parte dos modelos de setores e fatores, existem modelos específicos das empresas em relação às preferências comerciais - às vezes descrita como a Nova Nova Teoria do Comércio ("New New" Trade Theory) - que prevê que aqueles que trabalham para empresas grandes, produtivas e com orientação global tendem a apoiar a liberalização comercial (assim como a livre circulação de capital e trabalho), enquanto empregados de empresas menores são menos favoráveis ao livre comércio. A abordagem da Geografia Econômica explica as políticas econômicas ao olhar para as regiões que se beneficiam ou que perdem com a globalização; ela prevê que grandes cidades apoiam a liberalização comercial e que as regiões deixadas para trás rejeitam a liberalização. Outros modelos alternativos aos setoriais e fatoriais podem explicar preferências individuais através de dados demográficos (idade, classe social, habilidades, nível de educação, gênero), assim como ideologia e cultura. Alguns estudos levantaram questionamentos sobre se os indivíduos entendem os efeitos do protecionismo comercial, o que coloca em dúvida teorias que presumem que preferências de políticas comerciais estão fundamentadas em seu próprio interesse econômico.
O comércio pode por si só alterar políticas domésticas, incluindo as preferências comerciais do público. Um estudo de 1988 de Helen Milner descobriu que a abertura comercial aumentou substancialmente o apoio ao livre comércio ao fortalecer a posição de empresas que têm a perder com o protecionismo comercial. Importantes estudos de David Cameron, Dani Rodrik e Peter Katzenstein confirmaram as ideias do Duplo Movimento, ao demonstrar que maior abertura comercial tem sido associada com aumentos em despesas sociais do governo.
Em termos de como as preferências se agregam e compatibilizam com as políticas econômicas externas, estudos da EPI apontam para problemas de ações coletivas, sistemas eleitorais, tipo de regimes, pontos de veto, a natureza do processo legislativo da política comercial, a interação entre negociações domésticas e internacionais, e as interações entre elites políticas e comunidades epistêmicas. Alguns estudos da EPI reduzem o papel das políticas domésticas e pontos de processos internacionais como modeladores da política comercial. Alguns acadêmicos argumentaram em favor de uma abordagem de "Nova Interdependência", que resgata ideias da Interdependência Complexa dos anos 1970, mas enfatiza os efeitos de rede, controle sobre os nós centrais e dependência de trajetória.

### Desenvolvimento Econômico
A EPI também se preocupa com a Economia do Desenvolvimento e em explicar como e por que os países se desenvolvem.

## Abordagens Históricas da EPI
Historicamente, três abordagens proeminentes da EPI foram as perspectivas liberal, nacionalista econômica (mercantilista) e marxista.
Os liberais econômicos tendem a se opor à intervenção governamental no mercado quando ela inibe o livre comércio e a competição aberta, mas apoiam a intervenção governamental para proteger os direitos de propriedade e resolver as falhas do mercado. Os liberais econômicos geralmente aderem a uma filosofia política e econômica que defende políticas fiscais restritivas e o equilíbrio orçamental, através de medidas como impostos baixos, redução dos gastos governamentais e minimização da dívida pública.
Para os nacionalistas econômicos, os mercados são subordinados ao Estado e devem servir aos interesses estatais (como o estabelecimento de segurança nacional e o acúmulo de poder militar). A doutrina do mercantilismo é uma variante proeminente do nacionalismo econômico. Os nacionalistas econômicos tendem a ver o comércio internacional como um jogo de soma zero, em que o objetivo é obter ganhos relativos (em oposição aos ganhos mútuos). O nacionalismo econômico tende a enfatizar a industrialização (e frequentemente indústrias de assistência com apoio estatal), pois acreditam que a indústria tem um efeito transbordamento positivo no resto da economia, reforça a autossuficiência e a autonomia do país, e é um aspecto crucial na construção de poder militar.

## Abordagens Modernas da EPI
Existem diversas abordagens relevantes da EPI. O paradigma dominante é o da Política de Economia Aberta. Outras abordagens influentes incluem a Teoria da Dependência, a Teoria da Estabilidade Hegemônica e teorias de política doméstica da EPI.
Os primeiros estudos modernos da EPI empregaram uma diversidade de métodos e desenvolveram tanto grandes teorias quanto teorias de médio porte, mas ao longo do tempo, os estudos se tornaram mais quantitativos e focados nas de médio porte. Robert Jervis escreveu em 1998, "o subcampo da EPI, após um maravilhoso período de desenvolvimento nos anos 1970 e 1980 parece estar estagnado."
A primeira onda do estudo da EPI focava na interdependência complexa e na evolução de sistemas globais de trocas econômicas. Esses estudos focavam na Teoria da Estabilidade Hegemônica, Interdependência Complexa e Regimes. A segunda onda procurou explicar as origens domésticas de cooperação econômica global ou demonstrar como processos globais influenciam a criação de políticas internas. A terceira onda se concentrou cada vez mais em explicar os micro fundamentos das políticas. De acordo com Benjamin Cohen, "em termos de teoria, muitas vezes falta consenso mesmo sobre as relações causais mais básicas" nos estudos da EPI.

### Política de Economia Aberta
A Política de Economia Aberta (PEA) pode ser remontada às teorias políticas domésticas da EPI; A PEA emergiu no final dos anos 1990 e adota as premissas da economia neoclássica e da teoria do comércio internacional. Ela enfatiza fortemente os micro fundamentos e tem sido caracterizada por empregar racionalismo, materialismo e liberalismo. De acordo com David Lake,
1. Interesses: "A PEA começa com indivíduos, setores ou fatores de produção como as unidades de análise e deriva seus interesses sobre a política econômica da posição de cada unidade dentro da economia internacional."
2. Instituições Domésticas: "[A PEA] concebe as instituições políticas domésticas como mecanismos que agregam interesses (com mais ou menos vieses) e estruturam as negociações entre grupos sociais concorrentes."
3. Negociação Internacional: "[A PEA] introduz, quando necessário, negociações entre Estados com diferentes interesses. As análises dentro da PEA procedem do nível mais micro para o nível mais macro, de forma linear e ordenada, refletindo uma concepção unidirecional implícita das políticas como provenientes de indivíduos para a negociação interestatal. "
Thomas Oatley tem criticado a PEA por enfatizar excessivamente os processos políticos domésticos e por falhar em considerar a interação entre os processos a nível doméstico e os macro processos de nível global: em essência, os estudos da PEA sofrem do viés de variável omitida. De acordo com Peter Katzenstein, Robert Keohane e Stephen Krasner, estudos dessa linha assumem que as preferências e comportamentos do atores são derivados de suas posições materiais, o que leva a uma negligência em relação às formas nas quais a variação na informação pode modelar as preferências e comportamentos dos atores. Mark Blyth and Matthias Matthijs argumentam que os estudos da PEA essencialmente colocam a economia global em uma caixa preta. Stephanie Rickard defendeu a abordagem da PEA, escrevendo em 2021:
A PEA amadureceu e se desenvolveu ao longo da última década. Como uma estrutura, ela tem provado ser extremamente produtiva e adaptável - integrando fenômenos econômicos diversos sob um guarda-chuva teórico comum e provendo uma estrutura flexível o suficiente para reagir a eventos significativos na economia global... O acumulado de estudos na tradição da PEA fez nosso entendimento sobre a política mundial avançar de forma decisiva. Os críticos da PEA ainda não ofereceram uma alternativa, uma teoria mais forte empiricamente; e como resultado, a PEA continua progredindo como o paradigma dominante nas pesquisas de EPI.
Os acadêmicos têm questionado a validade empírica dos modelos derivados dos estudos da PEA sobre dinheiro e comércio, assim como têm questionado a habilidade deste campo de estudo para explicar eventos históricos na economia política global. Os opositores da estrutura da PEA incluem abordagens comportamentais (que não necessariamente aceitam que interesses individuais provêm de incentivos materiais) e abordagens de geografia econômica. De acordo com Stephanie Rickard, os acadêmicos da PEA modificaram seus modelos para incorporar informações incompletas (o que afeta a forma como as preferências individuais são formadas) e economias de escala (que afeta a distribuição de ganhos e perdas). Erica Owen e Stephanie Walter argumentam de forma similar que as estruturas da "segunda geração" da PEA incorporam tanto preferências materiais quanto ideacionais.

### Teoria da Dependência
A Teoria da Dependência é a noção de que os recursos escoam da "periferia" dos Estados pobres e subdesenvolvidos para um "centro" de Estados ricos, enriquecendo os últimos às custas dos primeiros. É um conflito central da Teoria da Dependência que os Estados pobres são empobrecidos e os ricos enriquecidos pela forma como os Estados pobres estão integrados no "Sistema Mundo". Essa teoria foi oficialmente desenvolvida no final da década de 1960, após a Segunda Guerra Mundial, a medida que os acadêmicos pesquisavam sobre a questão fundamental da falta de desenvolvimento na América Latina.
A Teoria da Dependência e a Teoria do Sistemas Mundo não são consideradas teorias econômicas dominantes (mainstream).

### Teoria da Estabilidade Hegemônica
Os estudos iniciais da EPI estavam focados nas implicações da hegemonia nos assuntos econômicos internacionais. Nos anos 1970, a hegemonia dos EUA parecia estar em queda, o que levou os acadêmicos a considerar os possíveis efeitos dessa queda. Robert Keohane cunhou o termo Teoria da Estabilidade Hegemônica em um artigo de 1980 para o conceito de que o sistema internacional está mais propenso a ficar estável quando um único Estado-nação é a potência mundial dominante, ou hegemônica. Em 1984, Keohane publicou o livro "After Hegemony" (Depois da Hegemonia), em que usou ideias da nova economia institucional para argumentar que o sistema internacional poderia continuar estável na ausência de uma hegemonia.

### EPI Americana vs. Britânica
Benjamin Cohen fornece uma detalhada história intelectual da EPI identificando os campos americano (estadunidense) e britânico. Os americanos são positivistas e tentam desenvolver teorias de nível intermediário, que são apoiadas por algum tipo de evidência quantitativa. A EPI britânica é mais "interpretativista" e busca por "grandes teorias". Elas utilizam padrões de trabalho empírico muito diferentes. Cohen vê benefícios em ambas as abordagens. Uma edição especial da New Political Economy foi emitida na "Escola Britânica" de EPI e uma edição especial do Review of International Political Economy (RIPE) na EPI dos EUA.

## Publicações
A principal publicação para os estudos da EPI é a revista generalista de Relações Internacionais, International Organization. A publicação teve um papel fundamental ao fazer a EPI um dos mais proeminentes sub campos das RI. Os principais periódicos específicos de EPI são o Review of International Political Economy e o New Political Economy. Exemplos de publicações no estudo histórico da EPI são Economic History Review e History of Political Economy.

## Associações Profissionais
- British International Studies Association - International Political Economy Group (BISA-IPEG)
- International Studies Association - International Political Economy Section (ISA-IPE)
- ISA-IPE Mailing List